# میکینتس
میکینتس (به چکی: Měkynec) یک منطقهٔ مسکونی در جمهوری چک است که در ناحیه ستراکونیتسه واقع شده‌است. میکینتس ۳٫۴۸ کیلومتر مربع مساحت و ۳۰ نفر جمعیت دارد و ۵۱۹ متر بالاتر از سطح دریا واقع شده‌است.